# Naczynie chłonne
Naczynie chłonne, naczynie limfatyczne (łac. vasa lymphatica) – część układu limfatycznego, transportująca chłonkę (limfę). 
Naczynia te można podzielić na:
- włosowate naczynia limfatyczne (włośniczki limfatyczne, włośniczki chłonne) – zaczynają się ślepo, są cienkie i zbudowane są ze śródbłonka, znajdują się w tkankach
- naczynia chłonne zbiorcze (przewody limfatyczne) – mają grube ściany, a w środku zastawki chroniące przed cofaniem się chłonki; obecność zastawek odróżnia je od naczyń włosowatych, nawet przy identycznej średnicy[1].

Największy przewód limfatyczny to przewód piersiowy (łac. ductus thoracicus), który uchodzi do lewego kąta żylnego (w miejscu połączenia żyły szyjnej wewnętrznej lewej z żyłą podobojczykową lewą). Do przewodów dochodzą liczne włośniczki.